# MERS coronavirus EMC/2012
MERS coronavirus EMC / 2012 (HCoV-EMC/2012) je soj koronavirusa izoliran iz ispljuvka prve osobe koja se zarazila onim što je kasnije nazvano coronavirusom bliskoistočnog respiratornog sindroma (MERS-CoV).

## Virologija
MERS coronavirus EMC / 2012 je šesti koronavirus za koji se zna da inficira ljude i prvi ljudski virus unutar betakoronavirusne loze C. To je novi genotip koji je povezan s koronavirusima šišmiša, točnije egipatskom grobnicom, i nije isti Beta-CoV kao SARS-CoV, ali je udaljeno povezan.